# Thesaurus
Il thesaurus o tesauro è il lessico dei termini relativi a un ambito generale o specifico di conoscenze, collegati tra loro in una rete gerarchica e relazionale. Il termine ha anche il significato di vocabolario per opere lessicografiche, repertori scientifici, lessici storici. L'etimologia della parola è legata al latino thēsaurus, e al greco antico θησαυρός (thēsaurós, cioè "tesoreria").
In biblioteconomia il thesaurus ha lo scopo di fornire un vocabolario normalizzato e controllato, utilizzabile nelle fasi di indicizzazione, ricerca e recupero dei documenti. Sua principale caratteristica è la capacità di facilitare la ricerca dei termini per mezzo di categorie generali.
In informatica il thesaurus è l'insieme delle parole chiave (o descrittori) che danno accesso a una banca dati o a vocabolari (con elenchi di sinonimi) associati a programmi di videoscrittura.

## Nelle scienze dell'informazione
Il tesauro è un elenco strutturato in cui le parole sono raggruppate per somiglianza semantica (contenente sinonimi e qualche volta antonimi); si differenzia dal dizionario che contiene definizioni e pronuncia. Secondo la definizione ISO il thesaurus è "un vocabolario di un linguaggio di indicizzazione controllato in maniera formalizzata in modo che le relazioni a priori tra i concetti sono rese esplicite" (ISO 2788-1986).
Le relazioni tesaurali sono utilizzate per facilitare la navigazione nel tesauro agli utenti. Il tesauro inoltre si differenzia dall'ontologia, in quanto quest'ultima può contenere relazioni più complesse e una logica inferenziale inerente al modello.
Le possibili relazioni tra i termini sono:
- gerarchiche
  - BT - broader term: riferimento al termine più generale
  - NT - narrower term: riferimento a un termine più specifico
  - TT - top term: termine apicale

- associative
  - RT - related term: riferimento ad un termine associato in modo diverso da BT e NT

- di equivalenza
  - USE - rinvio da un termine non accettato ad uno accettato
  - UF (use for) - riferimento da un termine accettato a uno non accettato

altri codici utilizzati nel Thesaurus
- SN - Scope note - nota d'uso
- HS - History note - nota storica

Il maggior tesauro generalista italiano è quello del Nuovo soggettario curato dalla Biblioteca nazionale di Firenze. Nell'ambito del progetto di revisione del Soggettario usato dal 1956 dalle biblioteche italiane per l'indicizzazione per soggetto, la Biblioteca ha messo a punto un Manuale per la creazione dei soggetti e un Thesaurus di termini da cui attingere.

## In informatica giuridica
In informatica giuridica, un tesauro  può essere considerato una sorta di vocabolario dei termini presenti in una banca dati.
Il suo scopo è quello di facilitare l'utente nella ricerca dei termini. Spesso chi compie una ricerca può andare incontro a polisemie, sinonimie ecc. Il thesaurus, partendo da una categoria generale, guida il ricercatore fino all'uso della parola esatta, contenuta nella banca dati, che esprime esattamente il concetto che si voleva cercare.
Le relazioni all'interno dei termini del thesaurus sono di gerarchia, preferenza o affinità.